# Томпуда
Томпуда (от якутского «томпо» — водоворот) — река в Бурятии.
Берёт своё начало на высоте 1735 м над уровнем моря. Длина — 108 км, площадь водосборного бассейна — 1810 км². Высота устья — 455,9 м над уровнем моря. Река протекает по территории Северо-Байкальского района, в основном, в горной местности, поэтому имеются пороги до 4-й категории сложности. В нижнем течении — спокойная извилистая река. Впадает в северную часть озера Байкал.
Левые притоки: Бирамья, Топо, Согденгдон (Согзенная).
Правые притоки: Ирикандан, Межевой, Яровой, Тулунная.
Впервые Томпуда полностью пройдена группой каякеров из России и Италии в 2000 году.
Рыбалка на Томпуде интересна и разнообразна: налим, ленок, хариус; в низовьях: крупная щука и окунь. На реке много «ям» и плёсов, где встречается таймень.

## Данные водного реестра
По данным государственного водного реестра России и геоинформационной системы водохозяйственного районирования территории РФ, подготовленной Федеральным агентством водных ресурсов:
- Бассейновый округ — Ангаро-Байкальский
- Речной бассейн — бассейны малых и средних притоков средней и северной части озера Байкал
- Речной подбассейн — отсутствует
- Водохозяйственный участок — бассейны рек средней и северной части озера Байкал от восточной границы бассейна реки Ангары до северо-западной границы бассейна реки Баргузин